# Raising Sand
Raising Sand är ett musikalbum med Robert Plant och Alison Krauss som gavs ut den 23 oktober 2007. Albumet blev tvåa såväl på Billboard 200 och UK Albums Chart som på den svenska albumlistan. Det belönades med fem Grammys, bland annat för årets album.

## Låtlista
| Nr  | Titel                                  | Längd |
| --- | -------------------------------------- | ----- |
| 1.  | Rich Woman                             | 4:04  |
| 2.  | Killing the Blues                      | 4:16  |
| 3.  | Sister Rosetta Goes Before Us          | 3:26  |
| 4.  | Polly Come Home                        | 5:36  |
| 5.  | Gone, Gone, Gone (Done Moved On)       | 3:33  |
| 6.  | Through the Morning, Through the Night | 4:01  |
| 7.  | Please Read the Letter                 | 5:53  |
| 8.  | Trampled Rose                          | 5:34  |
| 9.  | Fortune Teller                         | 4:30  |
| 10. | Stick with Me, Baby                    | 2:50  |
| 11. | Nothin'                                | 5:33  |
| 12. | Let Your Loss Be Your Lesson           | 4:02  |
| 13. | Your Long Journey                      | 3:55  |

## Listplaceringar
| Lista                              | Topplaceringar | Certifiering |
| ---------------------------------- | -------------- | ------------ |
| Billboard 200 (USA)                | 2              | Platina      |
| Billboard Top Country Albums (USA) | 2              | Platina      |
| Svenska albumlistan                | 2              | Platina      |
| UK Albums Chart                    | 2              |              |

## Medverkande
- Robert Plant – Sång
- Alison Krauss – Sång, fiol

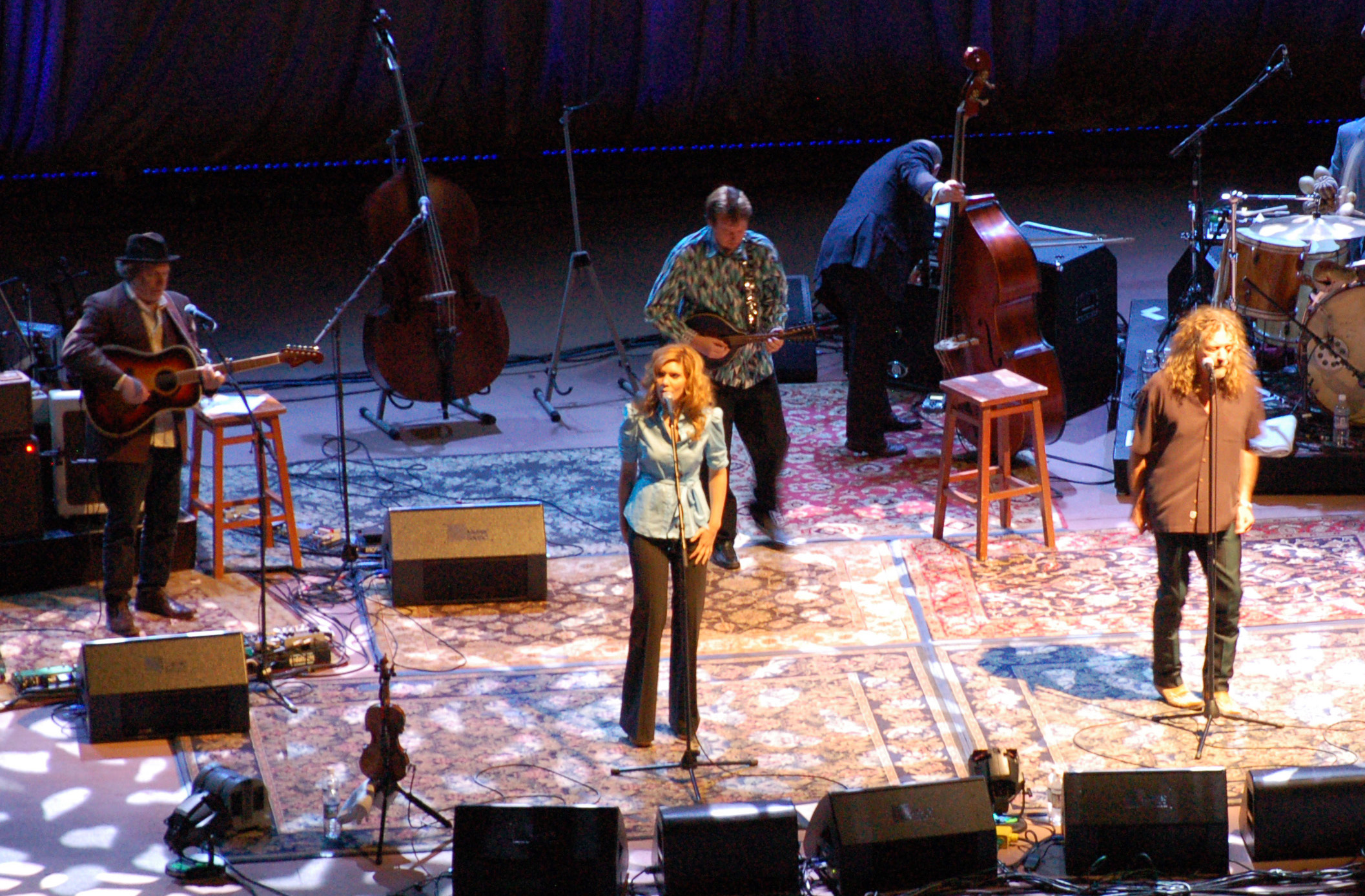
Krauss och Plant under en konsert 2008

- T Bone Burnett – Producent, akustisk gitarr, elgitarr, sexsträngad bas
- Riley Baugus – Banjo
- Jay Bellerose – Trummor
- Norman Blake – Akustisk gitarr
- Dennis Crouch – Akustisk bas
- Gregory Liesz – Pedal steel guitar
- Marc Ribot – Akustisk gitarr, banjo, dobro, elgitarr
- Mike Seeger – Autoharpa
- Patrick Warren – Klaviatur, tramporgel, leksakspiano